# Бад-Дрібург
Бад-Дрібург (нім. Bad Driburg) — місто в Німеччині, знаходиться в землі Північний Рейн-Вестфалія. Підпорядковується адміністративному округу Детмольд. Входить до складу району Гекстер.
Площа — 115,07 км2. Населення становить 18 902 ос. (станом на 31 грудня 2020).

## Географії

### Адміністративний поділ
Місто  складається з 10 районів:
- Альгаузен
- Дрібург
- Дрінгенберг-віт-Зібенстерн
- Ерпентруп
- Герсте
- Кюльзен
- Лангеланд
- Ноєнгерзе
- Пембзен-віт-Бад-Германнсборн
- Рельзен